# Koronarsinus

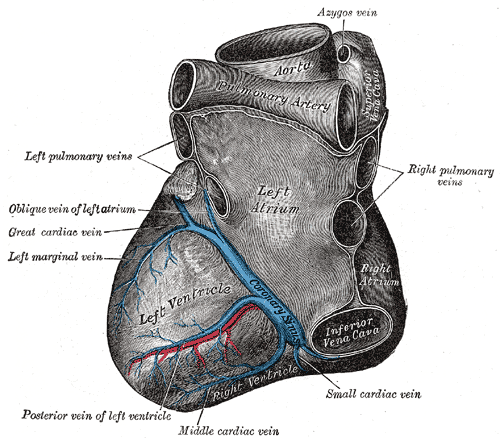
Koronarsinus syns nederst i bilden (märkt coronary sinus)

Koronarsinus är ett kort kärl på hjärtats posteriora del som knyter samman de tre koronarvenerna, v. cordis magna/media/parva. Koronarsinus mynnar i höger förmak, precis vid nedre hålvenen.